# Абдалиев, Каракозы
Каракозы́ Абдали́ев (1908 — 22 октября 1943) — Герой Советского Союза, участник Великой Отечественной войны.

## Биография
Каракозы Абдалиев родился в 1908 году Чимкентском уезде Сырдарьинской области Туркестанского генерал-губернаторства Российской империи. По национальности — казах. Происходит из рода тутанбалы племени Сиргели.
Окончив школу, Каракозы Абдалиев работал в колхозе «Талдыбулак».
В ВКП(б) Каракозы Абдалиев вступил в 1940 году.

## Участие в Великой Отечественной войне
В ряды РККА Каракозы Абдалиев был призван в 1941 году Ленгерским райвоенкоматом Южно-Казахстанской области Казахской ССР.
В боях на фронтах Великой Отечественной войны принимал участие с 1942 года.
Лейтенант Каракозы Абдалиев особо отличился в боях за город Мелитополь (Запорожская область, Украинская ССР).

#### Подвиг
Из наградного листа:

«22 октября 1943 года действуя со своим взводом по штурму противника засевшего в зданиях, выбил противника из 17 домов, уничтожил со своим взводом 23 огневых точки и более 60 гитлеровцев. В завязавшемся уличном бою Абдалиев умело организовал руководство боем, … забросал бутылками с горючим средний танк противника, уничтожил более 20 автоматчиков. Будучи в упор ранен вторым танком из крупнокалиберного пулемёта, истекая кровью, … забросал второй танк гранатами, танк был выведен из строя, тов. Абдалиев пал смертью героя…»

Похоронен на южной окраине Мелитополя.
Указом Президиума Верховного Совета СССР от 1 ноября 1943 года за образцовое выполнение боевых заданий командования на фронте борьбы с немецко-фашистскими захватчиками и проявленные при этом мужество и героизм лейтенанту Каракозы Абдалиеву присвоено звание Героя Советского Союза (посмертно).

## Награды
- Медаль «Золотая Звезда» Героя Советского Союза (01.11.1943)[4][7]
- Орден Ленина (01.11.1943)

## Память
- Бюст в селе Рабат (до 1992 года — с. Фогелево) Казыгуртского района Южно-Казахстанской области Казахстана.
- В Мелитополе именем Героя названа улица и установлена мемориальная доска.